# سكوت ماكسويل
سكوت ماكسويل (بالإنجليزية: Scott Maxwell)‏ هو سائق سباق أمريكي، ولد في 20 يناير 1964 في تورونتو في كندا.

## وصلات خارجية
- سكوت ماكسويل على موقع Racing-Reference.info (الإنجليزية)
- سكوت ماكسويل على موقع DriverDB.com (الإنجليزية)